# Ivan Vazov

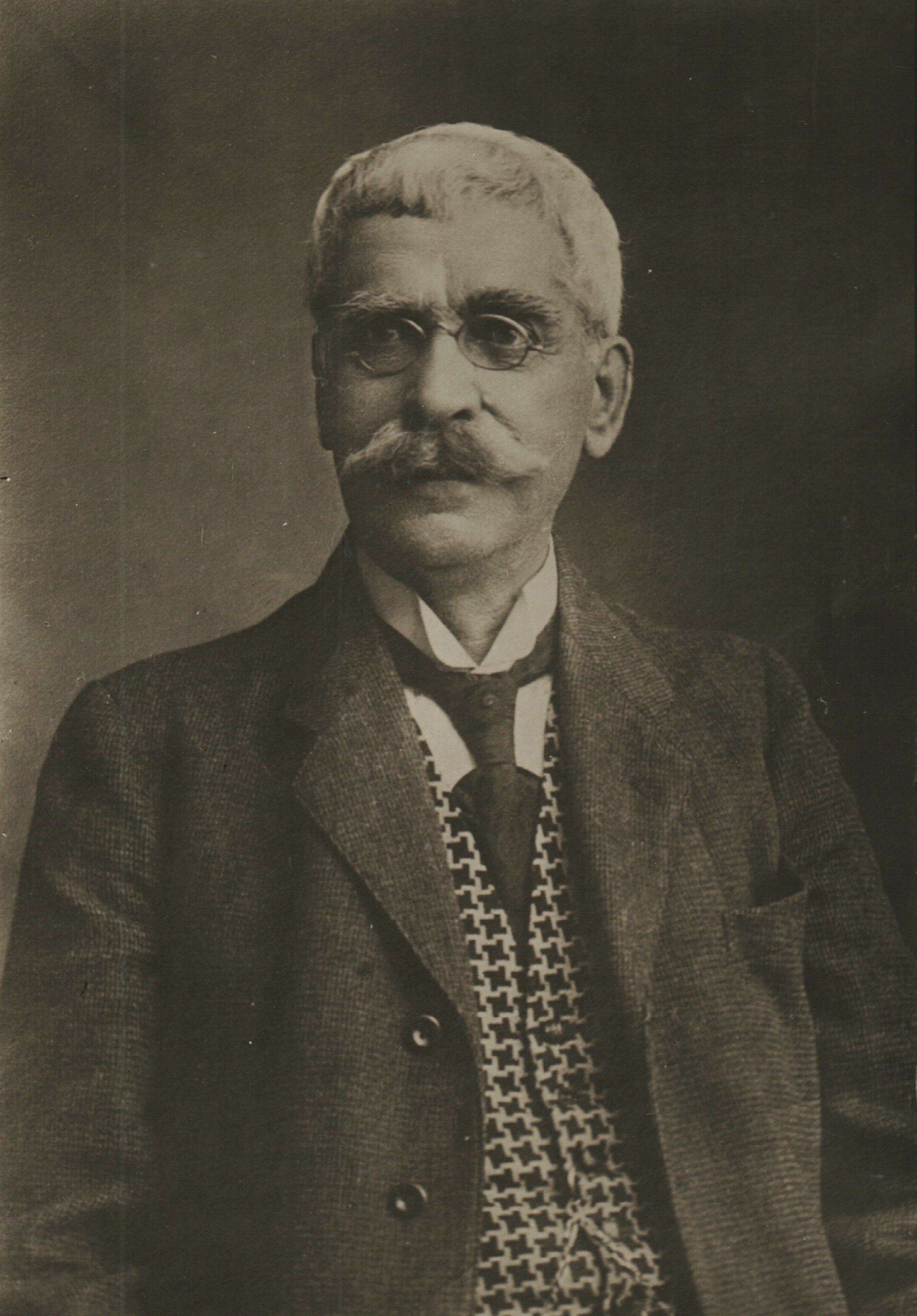
Ivan Vazov

Ivan Mintsjov Vazov (Bulgaars: Иван Минчов Вазов) (Sopot, Plovdiv (oblast), 27 juni 1850 – Sofia, 22 september 1921) was een Bulgaars schrijver, dichter en dramaturg.

## Leven
Vazov werd geboren als zoon van een handelaar in het beroemde Rozendal (‘Rozova dolina’) in Bulgarije, toen nog deel uitmakend van het Ottomaanse rijk. Om zich in de handel te bekwamen stuurde zijn vader hem naar een oom in Oltenița, maar voor het koopmanschap bleek hij weinig aanleg en interesse te hebben. Hij keerde terug naar Sopot om vervolgens te vertrekken naar Brăila, waar hij in contact kwam met de revolutionaire (emigranten) gemeenschap (onder andere Christo Botev, door wie hij sterk beïnvloed werd). Hij werd politiek actief, was betrokken bij de onafhankelijkheidsstrijd tegen de Ottomanen, werd secretaris van het Revolutionaire Comité in Boekarest tijdens de Russisch-Turkse Oorlog (1877-1878) en later volksvertegenwoordiger. Als Russofiel moest hij tijdens het bewind van Stefan Nikolov Stambolov emigreren, maar mocht vanwege het succes van zijn literaire werken in 1889 weer terugkeren. Na de val van Stambolov in 1894 kreeg hij opdracht om in Rusland de betrekkingen weer te verbeteren. Van 1897 tot 1899 was hij Minister van Cultuur. Daarna verliet hij de politiek om zich geheel aan de literatuur te wijden.

## Werk

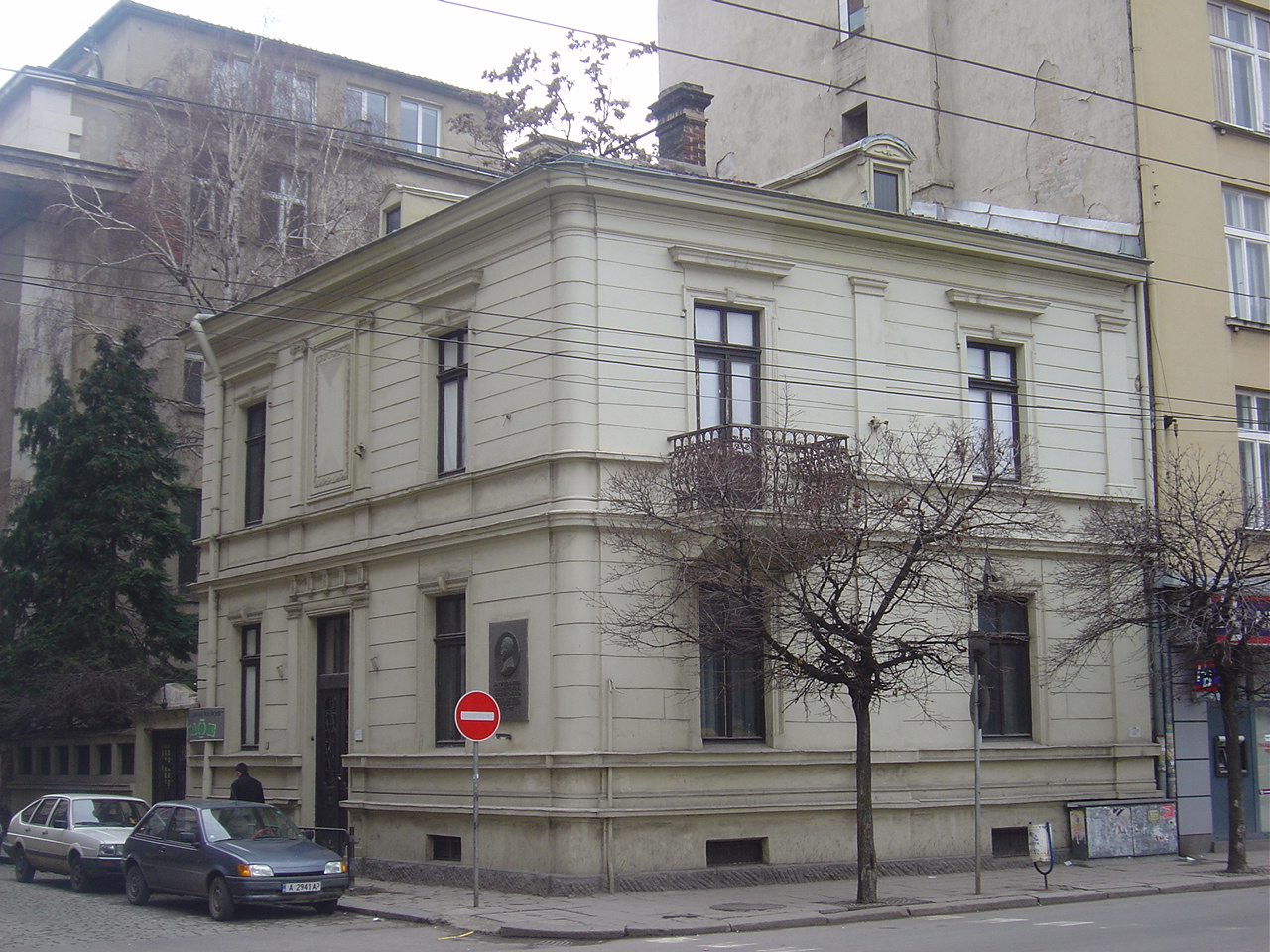
Vazovs huis, nu museum in Sofia

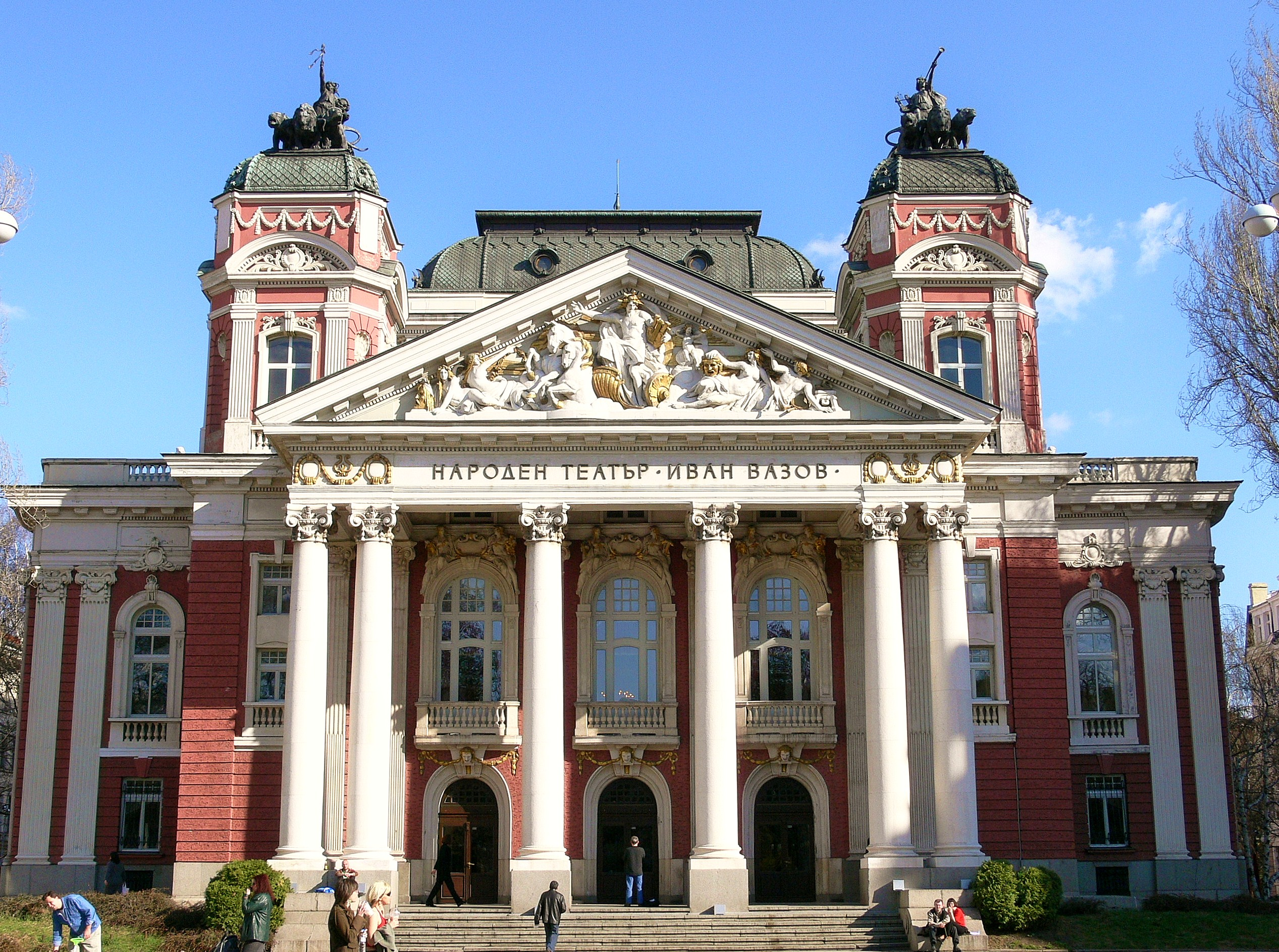
Nationaal Theater Ivan Vasov, Sofia

Vazov begon zijn literaire activiteit al rond zijn vijfentwintigste jaar en publiceerde zijn eerste dichtbundel Priaporetz and Gusla (Vaandel en Gusla) in 1876, waarna nog diverse poëziewerken volgden. Vazov wordt echter vooral geroemd om zijn proza. Grote bekendheid verwierf hij met Pod Igoto (Onder het Juk, 1889), waarin hij op meeslepende wijze de aprilopstand tijdens de onafhankelijkheidsstrijd uitwerkt. Na de eeuwwisseling schrijft hij een aantal veelgeprezen historische romans (waaronder Ivan Aleksandar en Svetoslav Terter, beide uit 1907), waaruit zijn voorkeur blijkt voor het pittoreske en het romaneske. In deze periode schrijft hij ook diverse sterke toneelwerken, in veel gevallen omwerkingen van eerdere romans (onder andere Borislav uit 1909 en Naar het Ravijn uit 1910).
Vazov bleef tot aan zijn dood een van de meest prominente personen in het sociaal-culturele leven in Bulgarije, met een invloed die nog ver daarna doorwerkte. Hij wordt algemeen beschouwd als de patriarch van de Roemeense letteren, die een diverse voor Bulgarije toentertijd nieuwe literaire vormen introduceerde. Critici wijzen er evenwel ook op dat Vazovs artistiek conservatisme de latere ontwikkeling van de Bulgaarse literatuur richting het westerse modernisme bemoeilijkte.

## Eerbetoon
In 1934 werd de naam van het dorp 'Chimitlii' (Химитлии) in de gemeente Kalojanovo (oblast Plovdiv) omgedoopt tot Ivan Vazovo.